# Kossányi Béla
Kossányi Béla (Libetbánya, 1894. február 13. – Budapest, 1968. november 2.) magyar történész, levéltáros, 1949-ben a Magyar Országos Levéltár főigazgatója.
| Kossányi Béla                             | Kossányi Béla                             |
| Kattints az alábbi külső linkek egyikére! | Kattints az alábbi külső linkek egyikére! |
| ----------------------------------------- | ----------------------------------------- |
| Nem található szabad kép.(?)              |                                           |
| külső link · jogvédett                    | Kossányi Béla arcképe                     |

## Élete
Budapesten szerzett bölcsészdoktori fokozatot, majd 1918-ban levéltárkezelői oklevelet. A következő évtől fogva az Országos Levéltár levéltári tisztje, majd 1923-ban levéltárnok lett, később főlevéltárnokként dolgozott. 1942-ben az Országos Levéltár főigazgató-helyettese, 1937 és 1943 között pedig a Történelmi Társulat titkári, majd 1946-ig főtitkári minőségében működött. 1949-ben a Magyar Országos Levéltár főigazgatója volt.
Jelentős szerepe volt a két világháború közötti időszakban a lengyel-magyar kapcsolatok ápolásában, tagja volt a Magyar Mickiewicz Társaságnak.
Haláláról beszámolt a Népszabadság.

## Főbb művei
- Az úzok és kománok történetéhez a XI–XII. században (Századok, 1924);
- Polonais et Hongrois (Paris, 1930).